# Mal Baird
Mal Baird (eigentlich Malcolm David Baird; * 6. Juli 1948) ist ein ehemaliger australischer Hürdenläufer, der sich auf die 110-Meter-Distanz spezialisiert hatte.
Bei den Pacific Conference Games 1969 und bei den British Commonwealth Games 1970 in Edinburgh gewann er Silber.
1972 schied er bei den Olympischen Spielen in München im Vorlauf aus, und 1973 holte er Bronze bei den Pacific Conference Games.
Von 1969 bis 1972 wurde er viermal in Folge Australischer Meister. Seine persönliche Bestzeit von 13,8 s stellte er am 12. März 1972 in Sydney auf.